# قزل إلما

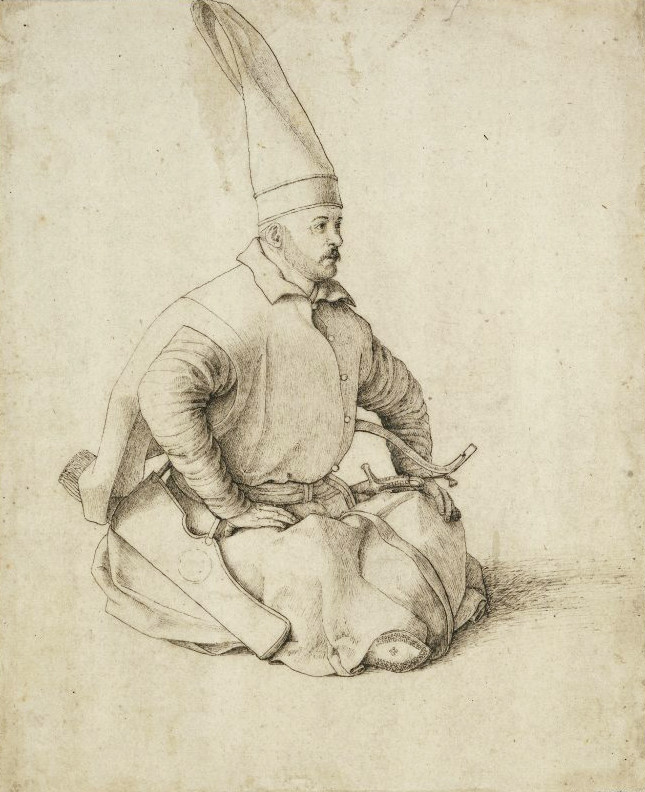

قزل إلما (باللغة التركية: Kızıl Elma) أي التفاحة الحمراء هو مصطلح تركي مختلف المعاني كان العثمانيون أول من أطلقه. يرمز إلى الغاية المنشودة أو المُثُل أو الأحلام عند الأتراك ولا سيما الأتراك الأوغوز، وتزداد جاذبية هذه الأحلام بقدر تباعدها. ويرمز هذا المصطلح إلى هدف وغاية معينة بالنسبة للدول التركية وللتقدم الدائم في إطار السير التاريخي.

## المعنى
تختلف المصادر في معنى الكلمة فتشير بعضها إلى:
- كنيسة القديس بطرس في روما بالتحديد.[1]
- "الاسم الذي أطلقه الأتراك على مدينة روما.[2][3]
- مدينة إسطنبول.[4]
- مدينة بودابست.[1][5]
- مدينة فيينا.[4]
- يقول برنارد لويس: «منذ القرن السادس عشر وفيما بعد ذلك، ظهرت إشارات متكررة في المصادر التركية إلى المدينة المنعزلة أو الأسطورة المسماة "Kızıl Elma" أو التفاحة الحمراء. وبالتأكيد فإن هذا الاسم مستمد من وجود قبة ذهبية كبيرة على كنسية كبيرة توجد في تلك المدينة. وكانت مدينة التفاحة الذهبية الهدف النهائي للفتح التركي المسلم. وكان الاستيلاء عليها يمثل نهاية الجهاد، الانتصار النهائي للإسلام. ولقد كانت تلك المدينة تتطابق في العوالم المسيحية التي كانت هدفًا للجيوش التركية، فأولًا كانت القسطنطينية ثم بودابست وبعد ذلك -في أوقات مختلفة- فيينا وروما. وحقيقة الأمر أن ألأتراك جعلوا القسطنطينية مدينتهم، وسيطروا على بودابست لمدة قرن ونصف، وقد قاموا بحصار فيينا مرتين، ويبدو أنهم هددوا روما ذاتها.»[5]
- يذكر «محمد زكي باقالن» صاحب «قاموس مصطلحات التاريخ العثماني»: «أن «قزل ألما» أو التفاحة الحمراء هو مصطلح أطلقه الأتراك العثمانيون على مدينة روما أولاً. غير أنه بدا أن القصد الحقيقي منه لم يتوقف عند مدينة بعينها بقدر ما كان يعني تحقيق النصر.» ويشير إلى «أن ذلك كان هو المقصود بالتفاحة الحمراء حتى عصر السلطان العثماني سليم الثالث (1761-1808م).» ويقول «أن ذكر القزل ألما لم يكن ينقطع من على ألسنة الجنود الانكشارية، وأصل هذه الكلمة هو أن أهل الإسلام سيواصلون فتوحاتهم حتى بلوغ التفاحة الحمراء.»[1]
- يقول بجوي إبراهيم أفندي صاحب كتاب «تاريخ بجوي إبراهيم أفندي»: «أنه شاع على لسان الخلق أنه لا بد لأهل الإسلام من مواصلة الفتح حتى قزل ألما، لكننا لا نعلم سبب ومأخذ هذه الكلمة.»[1]
- تحدث رئيس دولة تركيا «رجب طيب أردوغان» في أحد تصريحاته حول معنى هذه الكلمة أثناء عملية غصن الزيتون (هجوم عفرين)، يقول: «لقد قال جنودنا حين سألوا عن سبب ذهابهم إلى عفرين: التفاحة الحمراء إن معنى التفاحة الحمراء كبير جداً، وهو إعلاء كلمة الله تعالى، وهذا أمر مهم جداً.».[6]